# 山口嘉蔵
山口 嘉蔵（嘉藏、やまぐち かぞう、1865年4月9日（慶応元年3月14日）- 1943年（昭和18年）8月4日）は、明治から昭和前期の実業家、政治家。衆議院議員。旧姓・蔵合。

## 経歴
伯耆国久米郡倉吉宿堺町五軒屋（鳥取県久米郡倉吉町、東伯郡倉吉町を経て現倉吉市堺町）で、蔵合家に生まれる。家が貧しく、丁稚として働いていたが、1885年（明治18年）に出奔して大阪に向かった。何も当てがなかったが、偶然に実業家・山口玄洞と出会ってその手代として働いた。その働きが認められ番頭になり、1892年（明治25年）7月、先代・山口玄洞の養子となりその長女ますと結婚して山口に改姓した。
1895年（明治28年）洋織物商を営み成功し、日本毛織監査役、東洋製鋼所取締役社長、大日本窯業取締役、日本機械製造取締役、山陰紡織取締役、倉吉紡績取締役、長門起業炭礦取締役などを務めた。
1920年（大正9年）5月、第14回衆議院議員総選挙に鳥取県第3区から立憲政友会公認で出馬し、西谷金蔵、田中信一らの応援を受けて当選し、その後政友本党に所属し衆議院議員に1期在任した。
また、故郷の振興のため、倉吉中学校（現鳥取県立倉吉東高等学校）設置に5千円、打吹公園基金に2千円、郡立図書館基金に3百円などの多額の寄付を行った。その他、故郷の有望な子弟の教育のため奨学金を提供した。

## 親族
- 妻 山口ます（先代山口玄洞の長女）[1]
- 義兄 山口玄洞（養父・先代山口玄洞の長男。妻の兄）[1][2]